# Kammerfrau
Kammerfrau (französisch femme de chambre) ist die veraltete Bezeichnung einer Frau, die zur unmittelbaren (auch körperlichen) Bedienung einer hochgestellten Dame, beispielsweise einer Fürstin, bestimmt war. Kammerfrauen wurden vereinzelt auch als Staatsjungfrauen oder Staatsjungfern bezeichnet.
Kammerfrauen waren an fürstlichen Höfen in der Hierarchie unterhalb der Hofdamen, aber über den Kammerdienerinnen angesiedelt. Sie waren oft verwitwet und mussten als Vertrauteste des weiblichen Hofstaates auch nachts verfügbar sein.